# Sacramentario
ll sacramentario è un libro liturgico; è il libro del celebrante, vescovo o presbitero, e contiene le formule eucologiche per l'eucaristia ed i sacramenti.

## Storia

### Sacramentario gelasiano
Il più antico libro liturgico della Chiesa romana giunto fino a noi è Il cosiddetto sacramentario Veronese, che in precedenza era chiamato Leoniano perché creduto opera esclusiva di papa Leone I, e un testo del VI secolo, che però raccoglie materiale precedente, probabilmente della metà del V secolo. poi, abbiamo il cosiddetto Sacramentarium gelasianum vetus. Ci è pervenuto nel codice vaticano reginense latino 316, un manoscritto del VII-VIII secolo e fu pubblicato nel 1680 dal cardinal Tomasi.

### Sacramentario gregoriano
Altro sacramentario celebre è il "gregoriano", che è pervenuto attraverso molti manoscritti. È opinione condivisa da molti che deriverebbero tutti da una medesima fonte, attribuita a papa Gregorio Magno (590-604), ma redatta sotto Onorio I (625-638). In genere la struttura gregoriana differisce da quella gelasiana per tre aspetti:
- il gregoriano non è diviso in libri,[2]
- ha solo un'orazione prima dell'orazione sulle offerte;
- indica la "stazione", ossia il luogo dove il papa celebrava in un determinato giorno.

Il Gregoriano è in genere un libro più semplice e meno ricco del Gelasiano
I due tipi principali del gregoriano sono:
- l'"Adrianeo"
- il "Paduense" (scritto intorno al 680-685, quindi 80 anni dopo papa Gregorio)

Il primo è così chiamato perché deriva da una copia dell'autentico gregoriano che papa Adriano I (772-795) mandò a Carlo Magno che gliene aveva fatto richiesta, e da questi conservato ad Aquisgrana. Infatti, verso la fine del secolo VIII, Carlo Magno volle unificare il suo impero e pensò di adottare il rito romano quale unica liturgia comune a tutti i territori conquistati. Chiese quindi a papa Adriano un Sacramentario che rispecchiasse la liturgia della sede di Pietro. Si vide recapitare un Sacramentario Gregoriano così come esisteva al tempo di papa Adriano. Questo Sacramentario, già ritoccato rispetto agli antichi Gregoriani, fu ulteriormente adattato alle esigenze del costume dei Franchi. Tale adattamento fu operato dal liturgista palatino Alcuino il quale aggiunse una serie di adattamenti come appendice al Sacramentario inviato da Roma.
Fu tanta la fortuna incontrata dal Supplemento di Alcuino che, a partire dal IX secolo, molte formule dell'Appendice passarono nel testo vero e proprio fino a dar vita ad un nuovo Sacramentario, fusione completa del testo primitivo e dell'Appendice (secolo X). L'altro tipo di Gregoriano è quello di Padova, redatto a Liegi verso la metà del IX secolo e poi portato a Verona, con aggiunte nei secoli X e XI.
Gregorio compose anche un antifonario gregoriano, raccolta di canti corali. Antifonario e sacramentario costituirono le basi del canto gregoriano.

### Sacramentari gelasiani dell'VIII secolo
Una terza serie di sacramentari è costituita da quelli che una volta si chiamavano Missalia regis Pipini. Ebbero origine dal fatto che il Gelasiano, come altri Sacramentari, fu ben presto portato oltralpe e trascritto abbondantemente con aggiunte varie a seconda delle Chiese che lo adottavano. Da queste fusioni sono derivati i cosiddetti sacramentari Gelasiani dell'VIII secolo:
- Sacramentario di Gellone (770-780)
- Sacramentario di Angoulême (790 ca.)
- Sacramentario di San Gallo (800-820)

Questa serie di sacramentari ci è pervenuta in molte varianti. L'uso dei Sacramentari comincia a decadere con il X secolo, quando sorgono i primi Messali plenari, benché si continuano a scrivere Sacramentari anche nei secoli XIII e XIV.

### Sacramentario di San Gereone
Fu realizzato per la Chiesa di San Gereone, a Colonia tra il 996 e il 1002 ed è ora conservato a Parigi nella Biblioteca nazionale di Francia. Le parti relative alle festività più importanti dell'anno liturgico sono miniate.
Il libro è opera di due diversi artisti, uno dei quali ha realizzato l'Annunciazione, la Natività, la Maiestas Domini e la Pentecoste. Prezioso il simbolismo delle raffigurazioni: l'Annunciazione è inserita in una cornice con quattro sfere agli angoli e la Vergine Maria si trova all'interno di uno spazio di colore verde, la cui forma è simile alla valva delle ostriche. Tale simbolismo veniva usato per sottolineare la verginità della madre di Dio, in quanto la perla era ritenuta, secondo i naturalisti antichi, prodotta dalla conchiglia senza bisogno della fecondazione maschile.